# Comuna Comarna, Iași
Comarna este o comună în județul Iași, Moldova, România, formată din satele Comarna, Curagău, Osoi (reședința) și Stânca.

## Așezare
Comuna se află în estul județului, pe malul drept al Jijiei. Este traversată de șoseaua națională DN28, care leagă Iașiul de punctul de trecere a frontierei cu Republica Moldova de la Albița. Din acest drum, în satul Osoi se ramifică șoseaua județeană DJ249B, care duce spre est la Prisăcani.

## Demografie
Componența etnică a comunei Comarna
     Români (86,59%)
     Alte etnii (13,41%)
Componența confesională a comunei Comarna
     Ortodocși (85,36%)
     Alte religii (1,3%)
     Necunoscută (13,34%)
Conform recensământului efectuat în 2021, populația comunei Comarna se ridică la 4.221 de locuitori, în scădere față de recensământul anterior din 2011, când fuseseră înregistrați 4.732 de locuitori. Majoritatea locuitorilor sunt români (86,59%). Din punct de vedere confesional, majoritatea locuitorilor sunt ortodocși (85,36%), iar pentru 13,34% nu se cunoaște apartenența confesională.

## Politică și administrație
Comuna Comarna este administrată de un primar și un consiliu local compus din 15 consilieri. Primarul, Constantin Grădinaru[*], de la Partidul Național Liberal, este în funcție din 2016. Începând cu alegerile locale din 2024, consiliul local are următoarea componență pe partide politice:
|  | Partid                    | Consilieri | Componența Consiliului | Componența Consiliului | Componența Consiliului | Componența Consiliului | Componența Consiliului | Componența Consiliului |
|  | ------------------------- | ---------- | ---------------------- | ---------------------- | ---------------------- | ---------------------- | ---------------------- | ---------------------- |
|  | Partidul Național Liberal | 6          |                        |                        |                        |                        |                        |                        |
|  | Partidul Social Democrat  | 5          |                        |                        |                        |                        |                        |                        |
|  | Uniunea Salvați România   | 4          |                        |                        |                        |                        |                        |                        |

## Istorie
La sfârșitul secolului al XIX-lea, comuna nu exista, satele Comarna de Jos și Comarna de Sus aparținând comunei Poieni, iar satul Osoi aparținând comunei Tomești. Anuarul Socec arată apariția satului Caragău și unirea satelor Comarna de Jos și Comarna de Sus în satul Comarna, cele două sate aflându-se în comuna Poieni. În 1931, satul Comarna a trecut și el la comuna Tomești.
După al Doilea Război Mondial, au apărut, în cadrul raionului Iași din regiunea Iași, comunele Osoi și Comarna. La reforma administrativă din 1968, cele două comune au fost comasate, rezultând comuna Comarna, cu reședința la Osoi.

## Monumente istorice
Trei obiective din comuna Comarna sunt incluse în lista monumentelor istorice din județul Iași, ca monumente de interes local. Două dintre ele sunt situri arheologice: situl de la „Pădurea Musteață” aflat la 1,5 km vest-nord-vest de satul Comarna, lângă cantonul ocolului silvic cuprinde o cetate din perioada Latène și așezări din eneolitic (cultura Cucuteni, faza B), secolele al VIII-lea–al X-lea (Evul Mediu Timpuriu) și o alta din epoca medievală; și situl de pe „Terasa Prutului” (1 km sud-est de satul Osoi) cuprinde așezări din Halstattul târziu, secolul al IV-lea e.n. (epoca daco-romană) și secolele al VIII-lea–al IX-lea (Evul Mediu Timpuriu).
Celălalt obiectiv, clasificat ca monument de arhitectură, este biserica „Sfinții Voievozi” (1804) din satul Comarna.